# Pietrapertosa
Pietrapertosa es un municipio de 1.314 habitantes de la provincia de Potenza, a 1088 m s. n. m.
El pueblo está enteramente asentado sobre la roca, aprovechando todos los recovecos y formaciones. Urbanísticamente está atravesado por una única calle principal que culmina a los pies del antiguo castillo saraceno, de época romana.

## Lugares de interés
Entre los lugares más interesantes de la ciudad, se pueden mencionar:
- Iglesia de San Giacomo Maggiore o Iglesia Madre, construida en el 1400.
- Convento de San Francisco, fundado en 1474 con el objeto de crear un lugar que reuniera a los Frailes Menores de la zona.
- Capilla de la Virgen del Rosario.
- Capilla de San Roque.
- Capilla del Purgatorio.
- Arco de San Juan.
- L'Arabata, el barrio más antiguo de Pietrapertosa, cuyo nombre remonta a los árabes del rey Bomar (838)

## Evolución demográfica
| Gráfica de evolución demográfica de Pietrapertosa entre 1861 y 2001 |
|                                                                     |
| Fuente ISTAT - elaboración gráfica de Wikipedia                     |

## El Vuelo del ángel
El pequeño pueblo adquirió recientemente una cierta notoriedad debido a la inauguración en 2007 del Vuelo del ángel (it. Volo dell'angelo), una atracción turística muy emocionante que se efectúa suspendidos entre dos pueblos de las Dolomitas lucanas : Pietrapertosa y Castelmezzano.
Se trata de una aventura en contacto con la naturaleza y con un paisaje único para describir la verdadera alma del territorio. Atado con seguridad por un arnés y encadenado por un cablo de acero, el turista puede probar durante unos minutos la emoción de volar. Es una aventura fantástica, única en Italia y en el mundo por la belleza del paisaje y la altura máxima de sobrevuelo.
Llegado a uno de los dos pueblos, el turista puede pasear entre las casas situadas en las rocas ; además la posibilidad de hacer excursiones histórico-naturalistas, degustar los productos locales y también disfrutar del panorama circunstante y de una visión nueva, inusual y rica en emoción.
El Vuelo del ángel se puede probar en dos líneas diferentes cuyos desniveles son respectivamente de 118 y 150 metros. La primera, dicha de San Martino, parte de Pietrapertosa (altura inicial 1020 mt) y llega a Castelmezzano (altura máxima 859 mt) después de recorrer 1415 metros, alcanzando una velocidad de 110 km/h. La segunda , la “línea peschiere”, en cambio, permite lanzarse de Castelmezzano (altura inicial de 1019 mt) y llegar a Pietrapertosa (altura final de 859 mt) alcanzando los 120 km/h con una distancia de 1452 metros.